# Tipula (Sinotipula) calaveras
Tipula (Sinotipula) calaveras is een tweevleugelige uit de familie langpootmuggen (Tipulidae). De soort komt voor in het Nearctisch gebied.